# Dablo (département)
Dablo est un département et une commune rurale de la province du Sanmatenga, situé dans la région Centre-Nord au Burkina Faso. Lors du dernier recensement général de la population en 2006, le département comptait 20 707 habitants.

## Géographie

### Villages
Le département se compose de dix villages, dont le village chef-lieu homonyme (populations actualisées en 2006) :
et neuf villages :
- Bawenné (1 839 habitants)
- Dablo (6 221 habitants), chef-lieu
- Daké (2 905 habitants)
- Doffi (1 437 habitants)
- Dou (1 799 habitants)
- Guelkoto (1 187 habitants)
- Koupéla (1 074 habitants)
- Loada (1 400 habitants)
- Perko (1 368 habitants)
- Zambila (1 477 habitants)

## Administration
| Période                                  | Période  | Identité | Étiquette | Qualité |
| ---------------------------------------- | -------- | -------- | --------- | ------- |
|                                          | en cours |          |           |         |
| Les données manquantes sont à compléter. |          |          |           |         |

## Santé et éducation
Le département accueille un unique centre de santé et de promotion sociale (CSPS) à Dablo tandis que le centre médical avec antenne chirurgicale (CMA) de la province est celui de Barsalogho et que le centre hospitalier régional (CHR) se trouve à Kaya.